# جکسن (کنتاکی)
جکسن (به انگلیسی: Jackson) شهری در ایالت کنتاکی کشور ایالات متحده آمریکا است که جمعیت آن در سرشماری سال ۲۰۱۰ میلادی، ۲٬۲۴۴ نفر بوده‌است.